# Luduș
Pour les articles homonymes, voir Ludus (homonymie).
Luduș (autrefois Ludoșul de Mureș, Marosludas en hongrois, Ludasch en allemand) est une ville roumaine du județ de Mureș, dans la région historique de Transylvanie et dans la région de développement du Centre.

## Géographie
La ville de Luduș est située à l'ouest du județ, à la limite avec le județ de Cluj, dans la plaine de Transylvanie, au confluent du Mureș avec son affluent le Pârâu de Câmpie, à 43 km à l'ouest de Târgu Mureș, le chef-lieu du județ.
La municipalité est composée de la ville de Luduș elle-même et des villages suivants (population en 2002) :
- Avrămești (197) ;
- Cioarga (229) ;
- Ciurgău (90) ;
- Fundătura (183) ;
- Gheja (1 585) ;
- Luduș (14 418), siège de la municipalité ;
- Roșiori (795).

## Histoire
la première mention écrite de la ville date de 1330 sous le nom de Plehanus de Ludas.
La ville de Luduș a appartenu au royaume de Hongrie, puis à l'empire d'Autriche et à l'Empire austro-hongrois.
En 1876, lors de la réorganisation administrative de la Transylvanie, Luduș a été rattaché au comitat de Torda-Aranyos dont le chef-lieu était la ville de Torda.
La ville de Luduș a rejoint la Roumanie en 1920, au traité de Trianon, lors de la désagrégation de l'Autriche-Hongrie. Après le deuxième arbitrage de Vienne, elle a été occupée par la Hongrie de 1940 à 1944. L'importante communauté juive a été détruite par les Nazis et les Hongrois ((en) massacre de Luduș) durant la Shoah au printemps 1944. Luduș est redevenue roumaine en 1945.
En 1950, à l'occasion de la réorganisation des județe roumains, Luduș a intégré le județ de Târgu Mureș. En 1960, elle a obtenu le statut de ville (oraș).

## Politique
| Parti | Parti                                      | Sièges |
| ----- | ------------------------------------------ | ------ |
|       | Parti social-démocrate (PSD)               | 9      |
|       | Union démocrate magyare de Roumanie (UDMR) | 3      |
|       | Parti national libéral (PNL)               | 3      |
|       | Indépendant                                | 1      |
|       | Parti Mouvement populaire (PMP)            | 1      |

## Religions
En 2002, la composition religieuse de la ville était la suivante :
- Chrétiens orthodoxes, 67,48 % ;
- Réformés, 17,75 % ;
- Catholiques romains, 6,10 % ;
- catholiques grecs, 3,50 % ;
- Pentecôtistes, 2,02 % ;
- Adventistes du septième jour, 1,15 %.

## Démographie
Comme beaucoup de villes transylvaines, Luduș comptait au début du XXe siècle une majorité hongroise mais, avec les bouleversements du siècle, elle compte maintenant une très large majorité roumaine.
En 1900, la ville comptait 2 321 Roumains (38,52 %), 3 532 Hongrois (58,61 %) et 64 Allemands (1,06 %).
En 1930, on recensait 3 135 Roumains (43,15 %) pour 3 352 hongrois, 599 Juifs (8,25 %) et 144 Tsiganes (1,98 %).
En 2002, 12 190 Roumains (69,67 %) côtoient 4 414 Hongrois (25,23 %) et 857 Tsiganes (4,90 %).
| 1785 | 1850  | 1880  | 1900  | 1910  | 1930  | 1956  | 1977   | 1992   |
| ---- | ----- | ----- | ----- | ----- | ----- | ----- | ------ | ------ |
| 920  | 2 031 | 2 827 | 4 101 | 6 026 | 7 265 | 8 216 | 14 978 | 18 789 |

| 2002   | 2007   | - | - | - | - | - | - | - |
| ------ | ------ | - | - | - | - | - | - | - |
| 17 497 | 17 724 | - | - | - | - | - | - | - |

## Économie
L'agriculture et l'industrie agro-alimentaire (sucreries) sont les bases de l'économie de la ville qui est aussi un centre commercial et de services pour la partie ouest du județ.

## Communications

### Routes
Luduș est située sur la route nationale DN15 (Route européenne 60) qui unit Târgu Mureș avec Turda et Cluj-Napoca.

### Voies ferrées
Luduș possède une gare sur la ligne Razboieni-Târgu Mureș-Deva. Elle est d'autre part la tête de ligne de la ligne qui rejoint Zau de Câmpie et Bistrița.

## Lieux et monuments
- Gheja, manoir Banffy XIXe siècle.